# Left and Right (bài hát của Charlie Puth)
"Left and Right" là một bài hát của ca sĩ kiêm nhạc sĩ người Mỹ Charlie Puth kết hợp với Jungkook của BTS. Được phát hành thông qua Atlantic Records vào ngày 24 tháng 6 năm 2022, là đĩa đơn thứ ba trong album phòng thu thứ ba sắp tới Charlie, nó được đồng sáng tác bởi Puth và Jacob Kasher, với người trước đây cũng là nhà sản xuất. Phiên bản gốc của bài hát, được phát hành trước đó 4 tháng, chỉ có giọng hát của Charlie Puth. Có sẵn ở dạng kỹ thuật số và dưới dạng đĩa đơn CD limited edition, phiên bản song ca đánh dấu lần thứ hai giữa Charlie Puth và Jungkook hợp tác cùng nhau—trước đó họ đã biểu diễn "We Don't Talk Anymore" tại Genie Music Awards năm 2018.
Một bài hát pop lạc quan, "Left and Right" tập trung vào ký ức của cả hai ca sĩ về một mối tình đã qua và những suy nghĩ về mối quan hệ cũ mà họ đã trở thành như thế nào. Video âm nhạc đi kèm của nó cho thấy một Charlie Puth tương tư đến thăm văn phòng của một bác sĩ trị liệu có tên là "The Love Doctor" và kể lại những suy nghĩ của mình với anh ta thông qua lời bài hát. Jungkook xuất hiện trong suốt visual, solo và cùng với Charlie Puth, bao gồm cả tại văn phòng của bác sĩ trị liệu và hát đối đáp với anh ấy trong một căn phòng trắng. Video có sự kết hợp của nhiều cảnh vui đùa giữa cặp đôi, xen kẽ với những bức ảnh chụp nhanh khuôn mặt của họ và cận cảnh miệng của họ khi hát.

## Bối cảnh và phát hành
Jungkook đánh giá cao giọng hát của Charlie Puth đã được ghi nhận từ năm 2015. Lịch sử giao tiếp trực tuyến giữa hai người thông qua Twitter trong suốt năm 2017, trong thời gian đó Jungkook đã phát hành hai bản cover "We Don't Talk Anymore"—một là solo và một là song ca với người cùng nhóm nhạc Jimin—đỉnh điểm là màn trình diễn chung bài hát tại Genie Music Awards năm 2018.
Charlie Puth ban đầu đã phát hành "Left and Right" dưới dạng ca khúc solo vào tháng 2 trên TikTok. Anh ấy bắt đầu trêu chọc sự hợp tác với một nghệ sĩ giấu tên thông qua nhiều gợi ý khác nhau trong các video TikTok tiếp theo vào tháng 6. Trong một cuộc phỏng vấn tại Wango Tango của iHeartRadio vào ngày 5 tháng 6, Charlie Puth tiết lộ rằng anh ấy đã hợp tác với một nghệ sĩ K-pop, nhưng không biết khi nào nó sẽ được phát hành; người hợp tác với anh ấy không được nhắc tên vào thời điểm đó. Charlie Puth đã phát hành teaser chính thức đầu tiên cho sự hợp tác thông qua TikTok vào ngày 17. Trong clip, anh ấy đã gọi video call cho Jungkook, người đang ở trong phòng thu âm, và yêu cầu Jungkook hát nhiều lời khác nhau trong bài hát—đoạn trích đầy đủ phát ở cuối—trong khi đứng bên trái micrô, rồi bên phải. Charlie Puth cũng thông báo rằng đĩa đơn sẽ được phát hành vào ngày 24 tháng 6 nếu đạt 500.000 lượt lưu trước. Hai đoạn giới thiệu khác được đăng trên Instagram của Charlie Puth vào ngày 23 tháng 6. Ở đoạn đầu, Charlie Puth hát những dòng "Memories follow me left and right/I can feel you over here/I can feel you over here/You take up every corner of my mind". Đoạn thứ hai cho thấy cả hai ca sĩ "lắc[bing] đầu khi ngồi trong một chiếc sedan cũ và beatbox[ing] theo nhịp của bài hát trong khi sử dụng cách bấm vào khóa cửa ô tô như một bản nhạc nhịp điệu bổ sung". Đĩa đơn đã được phát hành như đã hứa vào tuần sau, lúc nửa đêm.

### Tiếp thị
Puth đã biểu diễn "Left and Right" và live trực tiếp lần đầu tiên—anh hát solo bài hát—trong lần xuất hiện của anh trên Today Show vào ngày 8 tháng 7 trong khuôn khổ Chuỗi buổi hòa nhạc Citi.

## Nhạc và lời
"Left and Right" là một "giai điệu pop sôi động, nhẹ nhàng" với Puth "croon[ing] trong bài falsetto đặc trưng của anh ấy". Được viết và sản xuất bởi Charlie Puth, với giọng hát nổi bật từ Jungkook của BTS, lời bài hát cho thấy cả hai ca sĩ "khắc khoải về mối quan hệ đã qua" và "tràn ngập những suy nghĩ về người yêu cũ của họ", như được thể hiện bằng những dòng lấy tên bài hát: "Memories follow me left and right/I can feel you over here/I can feel you over here/You take up every corner of my mind". Bài hát "sản xuất nhạc pop tối giản làm nổi bật giọng hát êm dịu, nhẹ nhàng" của ca sĩ, kết hợp "âm thanh bộ gõ-guitar mới mẻ" với "giai điệu nhịp nhàng, tươi sáng". Phần điệp khúc và phần hook đều sử dụng tính năng lia máy, với âm thanh di chuyển từ trái sang phải, tương tự như "Bohemian Rhapsody" của Queen. Theo Charlie Puth, bài hát nên được nghe bằng tai nghe để "phát huy hết tác dụng" của việc nghe được lời thoại ở hai tai đối diện.

## Hiệu suất thương mại
"Left and Right" ra mắt ở vị trí thứ 49 trên số tuần 26 của Gaon Digital Chart của Hàn Quốc với tư cách là mục mới có thứ hạng cao nhất trong khoảng thời gian từ ngày 19–25 tháng 6. Nó cũng đã đưa vấn đề tương ứng của Download Chart ở vị trí thứ năm và Streaming Chart ở vị trí số 181. Tại Nhật Bản, nó ra mắt ở vị trí thứ hai trên Oricon Daily Digital Single Chart vào ngày 24 tháng 6, với 6.236 lượt tải xuống. Nó đã lọt vào số phát hành Weekly Digital Single Chart tiếp theo vào ngày 4 tháng 7 ở vị trí thứ tư, với 9,981 lượt tải xuống tích lũy trong khoảng thời gian từ 20 đến 26 tháng 6. Đĩa đơn đã đứng đầu bảng xếp hạng Billboard Japan Hot ở nước ngoài vào ngày 29 tháng 6, và ở vị trí thứ 24 trên Japan Hot 100 với 2,575 điểm kỹ thuật số, cho cùng một khoảng thời gian theo dõi. Đây là bài hát được tải xuống nhiều thứ hai trong tuần, đạt doanh số 9.907 bản chỉ sau ba ngày khả dụng.
Trên toàn cầu, "Left and Right" đã tích lũy được 76,5 triệu lượt stream và đứng ở vị trí thứ 5 trên Billboard Global 200, mang về cho Puth và Jungkook những lần đầu tiên lọt vào top 10 trên bảng xếp hạng. Nó cũng đã lọt vào Global Excl. Bảng xếp hạng của Hoa Kỳ ở vị trí thứ hai—top 10 đầu tiên của Puth ở các lãnh thổ bên ngoài Hoa Kỳ và thứ hai của Jungkook sau "Stay Alive".

## Video âm nhạc
Charlie Puth đã chia sẻ một đoạn giới thiệu từ video âm nhạc một ngày trước khi phát hành. Đoạn phim có cảnh cả hai ca sĩ mặc "một loạt trang phục khi họ hát đối đáp và Jungkook cố gắng lắng nghe cuộc trò chuyện ở phía bên kia của bức tường bằng cách sử dụng một tấm kính và bám vào mui ô tô cho cuộc sống thân yêu như nó tăng tốc qua thị trấn".
Ban đầu thông báo ra mắt đồng thời cùng với đĩa đơn, video âm nhạc ra mắt trên YouTube một giờ sau khi đĩa đơn phát hành trực tiếp trên các nền tảng kỹ thuật số vào ngày 24 tháng 6. Do Drew Hirsch làm đạo diễn, hình ảnh "đầy màu sắc" mở ra khi Charlie Puth đến thăm văn phòng của một bác sĩ trị liệu nam cao tuổi được xác định là "The Love Doctor" để cố gắng khắc phục cơn đau lòng của anh ấy. Anh ấy kể những suy nghĩ của mình về người yêu cũ của mình với người đàn ông thông qua ca từ của bài hát. Jungkook xuất hiện tiếp theo, trong các cảnh quay solo cho câu hát của anh ấy, và sau đó là trong các cảnh quay chung với Puth tại văn phòng bác sĩ, khi hành khách trên một chiếc xe hơi bị người sau lái xuống đường hầm—tại một thời điểm, anh ta được nhìn thấy "ngồi trên mui xe một cách tinh nghịch" trước khi dường như trượt khỏi phương tiện đang di chuyển—và hát đối đáp với anh ấy trong một căn phòng trắng về tình yêu. Một mã QR và số điện thoại đặc biệt được hiển thị trên màn hình, khuyến khích người hâm mộ nhắn tin để nhận nội dung thưởng từ Puth. Video cũng có vị trí sản phẩm cho Chime, một công ty tài chính được nhắm mục tiêu vào Gen Z.
Divyansha Dongre của Rolling Stone India đã viết rằng video âm nhạc "ghi lại một cách sống động hào quang tinh nghịch, vui tươi của bộ đôi." Jason P. Frank của tạp chí Vulture cảm thấy rằng "ý tưởng đằng sau video này không quá rõ ràng. Điều rõ ràng là Jungkook tràn đầy sức hút và vành môi của anh ấy cũng nóng bỏng."

## Bảng xếp hạng
| Bảng xếp hạng (2022)                  | Thứ hạng |
| ------------------------------------- | -------- |
| Argentina (Argentina Hot 100)         | 98       |
| Úc (ARIA)                             | 19       |
| Áo (Ö3 Austria Top 40)                | 71       |
| Bỉ (Ultratop 50 Flanders)             | 41       |
| Canada (Canadian Hot 100)             | 17       |
| Canada CHR/Top 40 (Billboard)         | 35       |
| Canada Hot AC (Billboard)             | 47       |
| Pháp (SNEP)                           | 150      |
| Đức (GfK)                             | 61       |
| Thế giới Global 200 (Billboard)       | 5        |
| Greece (IFPI)                         | 34       |
| Hong Kong (Billboard)                 | 9        |
| Hungary (Single Top 40)               | 3        |
| India (IMI)                           | 1        |
| Indonesia (Billboard)                 | 3        |
| Ireland (IRMA)                        | 33       |
| Nhật Bản (Japan Hot 100)              | 13       |
| Japan Combined Singles (Oricon)       | 27       |
| Lithuania (AGATA)                     | 18       |
| Malaysia (RIM)                        | 2        |
| Hà Lan (Single Top 100)               | 100      |
| New Zealand (Recorded Music NZ)       | 15       |
| Philippines (Billboard)               | 1        |
| Bồ Đào Nha (AFP)                      | 47       |
| Singapore (RIAS)                      | 2        |
| Slovakia (Radio Top 100)              | 77       |
| Slovakia (Singles Digitál Top 100)    | 58       |
| South Africa (RISA)                   | 73       |
| South Korea (Billboard)               | 5        |
| South Korea (Circle)                  | 15       |
| Sweden Heatseeker (Sverigetopplistan) | 19       |
| Thụy Sĩ (Schweizer Hitparade)         | 46       |
| Taiwan (Billboard)                    | 3        |
| Anh Quốc (OCC)                        | 41       |
| Hoa Kỳ Billboard Hot 100              | 22       |
| Hoa Kỳ Adult Pop Airplay (Billboard)  | 21       |
| Hoa Kỳ Pop Airplay (Billboard)        | 22       |
| Vietnam (Vietnam Hot 100)             | 1        |

| Bảng xếp hạng (2022) | Thứ hạng |
| -------------------- | -------- |
| South Korea (Circle) | 104      |

## Lịch sử phát hành
| Quốc gia | Ngày               | Định dạng             | Nhãn     | Ref.          |
| -------- | ------------------ | --------------------- | -------- | ------------- |
| Toàn cầu | 24 Tháng Sáu, 2022 | CD Tải nhạc streaming | Atlantic | [ 63 ] [ 64 ] |
| Hoa Kỳ   | 5 Tháng Bảy, 2022  | Adult contemporary    | Atlantic | [ 65 ]        |